# Fop Ottenhof
Fop Ottenhof (Rotterdam, 21 april 1906 - Den Haag, 25 september 1968) was een Nederlands architect. Hij is (samen met Jan Wils) bekend als de ontwerper van de “Chinese Muur (flatgebouw)”, een zeer lang gekromd flatgebouw in Den Haag aan het einde van de Laan van Meerdervoort.

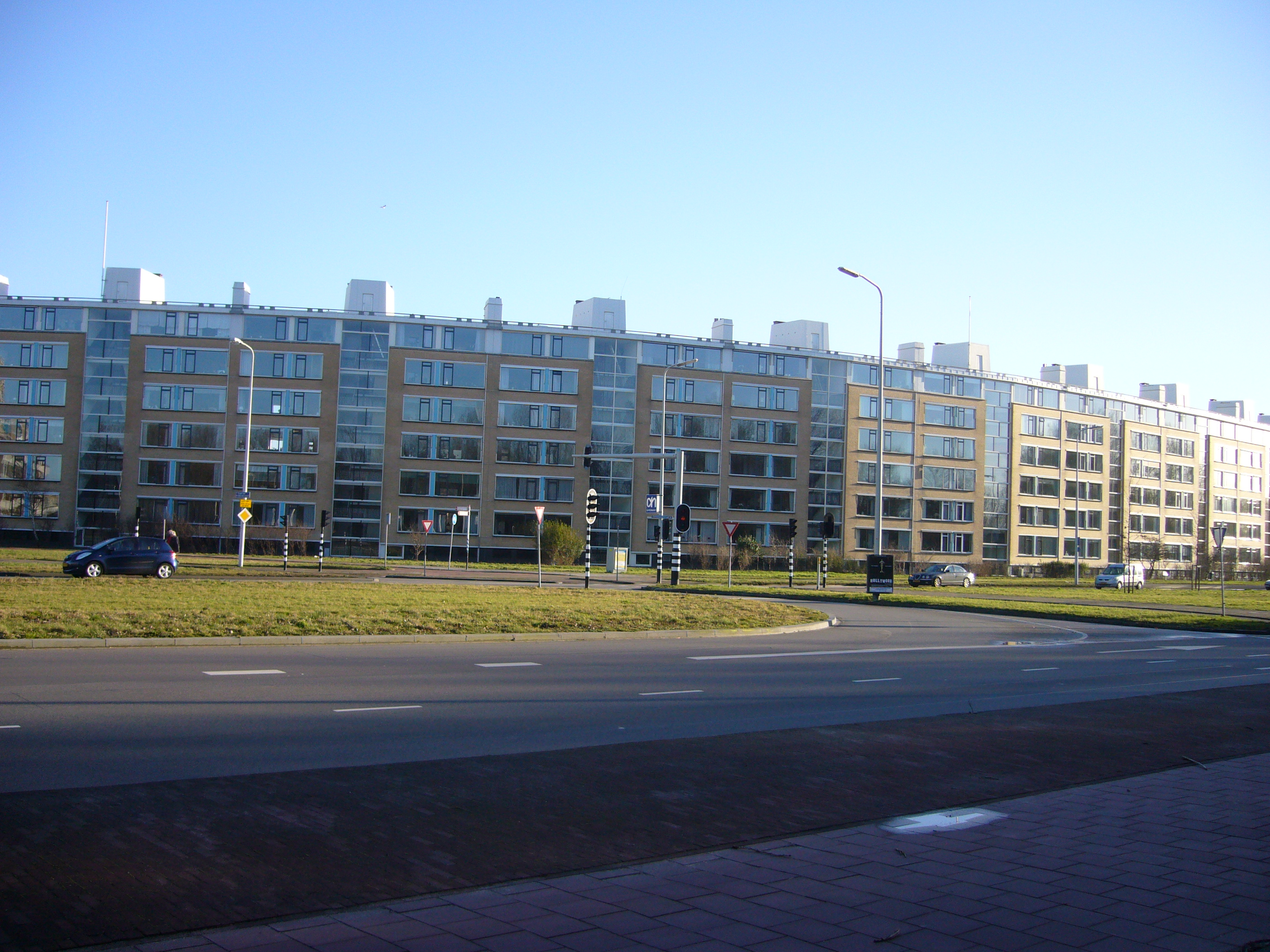
De Chinese Muur

## Levensloop
Van 1923 tot 1927 volgde Ottenhof de opleiding bouwkunde aan de MTS te Rotterdam. Na deze opleiding kwam hij als een van de eerste tekenaars in 1927 in dienst bij architectenbureau Jo van den Broek, waar hij de interesse voor woningbouw ingegoten kreeg. In die periode werkte hij mee aan bebouwing van het Mathenesserplein en de eerste woningen met centraal trappenhuis aan de Vroesenlaan te Rotterdam.
Vanaf 1931 was Ottenhof in dienst van de gemeente Rotterdam om te werken aan de verbouwing van het oude Museum Boijmans Van Beuningen. Dit project werd begin 1933 beëindigd. In 1933 keerde hij terug bij Jo van den Broek en werkte mee aan de inzending voor de Amsterdamse prijsvraag “Goedkoope Arbeiderswoningen”, die met een premie werd gehonoreerd. Over deze prijsvraag heeft hij een boekje samengesteld van alle inzendingen; het werd uitgegeven bij uitgeverij Brusse te Rotterdam, 1936. Omdat er in die crisisjaren weinig werk in Nederland was, reisde Ottenhof in 1935 op eigen initiatief naar Turkije en ging in dienst van de "Nederlandsche Maatschappij voor Havenwerken" om mee te werken aan de aanleg van een uitgebreid havencomplex in Gölcük.
In 1936 keerde hij terug bij Jo van den Broek als "chef de bureau". Hij verhuisde dan naar Parijs om de leiding van de bouw van het door van den Broek ontworpen paviljoen op de Wereldtentoonstelling van 1937 op zich te nemen. In die tijd publiceerde hij over krotopruiming en sanering te Parijs.
In 1937 kwam Ottenhof in dienst bij architect Sybold van Ravesteyn te Utrecht, waar hij ook ging wonen. Door hun intensieve samenwerking, vooral ook in de ontwerpfase, leverde Ottenhof een belangrijke bijdrage aan projecten als De Holland (Dordrecht), de verbouwing van Kunstmin te Dordrecht en Diergaarde Blijdorp te Rotterdam. Eind 1938 verhuisde Ottenhof met het bureau naar Leuvehaven 68 te Rotterdam, waar verder gewerkt werd aan Diergaarde Blijdorp.
Op 14 mei 1940 vond het bombardement van Rotterdam plaats. Alvorens te vluchten plaatste Ottenhof de op het bureau aanwezige tekeningen van Diergaarde Blijdorp in de op de gang staande brandkast. Ze bleven dan ook bewaard. Van de Leuvehaven resteert niets. Hij nam zijn intrek in een bouwkeet op het terrein van Blijdorp. In december 1940 werd Blijdorp op sobere wijze geopend.
Van 1941 tot 1951 en vervolgens van 1956 tot 1960 startte een langere samenwerking met architect Jan Wils. Dit begon met het meewerken aan het eerste na de ramp aangevangen complex woningen aan de Goudse Singel te Rotterdam. Een veelheid aan projecten volgde, onder andere de verbouwing van de Willemskerk en vele flatwoningen. Andere projecten zijn onder andere het Carlton Hotel (Amsterdam) en het logegebouw van vrijmetselaarsloge L'Astre de l'Oriënt te Vlissingen.
In 1946-1947 had Ottenhof korte tijd een bureau samen met architect P. Dick te Rotterdam.
Van 1951 tot 1960 werd Ottenhof hoofdarchitect-afdelingschef bij de Gemeentelijke Woningdienst van Den Haag. Sindsdien was hij inwoner van Den Haag. In die periode bouwde hij veel woningen in de wijken Moerwijk en Morgenstond, Meppelweg, winkelcentra aan het Almeloplein en Heeswijkplein en het bejaardencentrum Moerwijk. In 1953 was hij deelnemer aan het congres van de International Union of Architects (U.I.A.) in Lissabon. Hij was een van de initiatiefnemers voor het U.I.A-congres van 1955 in Den Haag. Na een reis in het najaar van 1953 met een gemeentelijke werkgroep naar Scandinavië schreef hij het programma van eisen voor de nieuw te bouwen wijk Mariahoeve. Hij werd supervisor voor de wijk Meer en Bos.
In 1956 associeerde hij zich met Jan Wils (Architectenbureau Wils en Ottenhof). Een veelheid aan projecten werd dan gerealiseerd, zoals het Asta Motel te Beverwijk (met M.J.B. Meysen), de lagere technische school te Breukelen, Hotel Bouwes te Zandvoort, winkelcentrum De Stede in Bouwlust (Den Haag) en het bejaardencentrum Steenvoorde te Rijswijk.
Hij was in die periode supervisor van het Sportlaankwartier (Den Haag) en lid Welstandscommissie te Rijswijk. In 1958 maakte hij een studiereis naar Verenigde Staten.
In 1960 eindigde zijn samenwerking met Jan Wils en begon Ottenhof zijn eigen bureau met als belangrijk project de Chinese Muur (1960-1963), een lang gekromd flatgebouw aan het einde van de Laan van Meerdervoort, Den Haag. Dit project werd opgestart in samenwerking met Wils en is vervolgens na de beëindiging van hun associatie door Ottenhof verder uitgewerkt. Voorts realiseerde hij woningbouw aan de Beresteinlaan (1964) en Hengelolaan (1960-1962), Den Haag, de Gemeentelijke sociale werkplaats te Rijswijk (1965) en de kleuterschool aan de Louis Bouwmeesterstraat te Rijswijk.
Vanaf 1966 maakte hij deel uit van het team architecten dat de bebouwing van het nieuwe stadsdeel Bijlmermeer ontwerpt. Zijn inbreng betrof plandeel E: Kleiburg en Klieverink en G: Grubbehoeve en Grunder.
In 1968 overleed Ottenhof plotseling in zijn huis te Den Haag op 62-jarige leeftijd. De tekeningen voor de Bijlmerflats werden afgemaakt door Kees Rijnboutt.

## Varia
Sinds 1947 was Ottenhof lid van vrijmetselaarsloge De Drie Kolommen te Rotterdam en vanaf 1952 van loge De Vlammende Ster te Den Haag. Hij was ook lid van de commissie van Advies voor de Tempelbouw van de Maçonnieke Stichting Ritus en Tempelbouw.
Ottenhof was medeoprichter van Lions Club Den Haag Centrum (1962).

## Publicaties van en over Ottenhof
- Goedkoope Arbeiderswoningen, F. Ottenhof (red.), W.L. & J. Brusse, Rotterdam (1936)
- Bejaardencentra, Rein H Fledderus, Bouwkundig Weekblad nr. 46, 13 november 1956
- Een architect peinst over de nieuwe stad, artikel door F. Ottenhof. Bouwkundig Weekblad nr.13, 26 maart 1957
- Gids van de moderne Architectuur in Den Haag. Cees van Boven, Victor Freijser, Christiaan Vaillant (red.). Uitgeverij Ulysses, Den Haag, 1997, ISBN 90 6503 0042
- Chinese Muur vijftig jaar. Gedenkboek door Marcel Teunissen, 2015
- Conflicten over Haagse Stadsbeelden. Proefschrift door Leo Oorschot 2014
- De verbazingwekkende herwaardering van de Bijlmerflat, Kirsten Hanema. Volkskrant 14 december 2015

- Biografisch Portaal: 09476776
- Nederlandse Thesaurus van Auteursnamen: 072190493
- RKD-Nederlands Instituut voor Kunstgeschiedenis: 102281
- Istituto Centrale per il Catalogo Unico: UFIV012145
- Système universitaire de documentation: 115732942
- Virtual International Authority File: 288578709
- WorldCat: E39PBJpYCbwwJypq99yPfy3RKd